# Anton von Werner

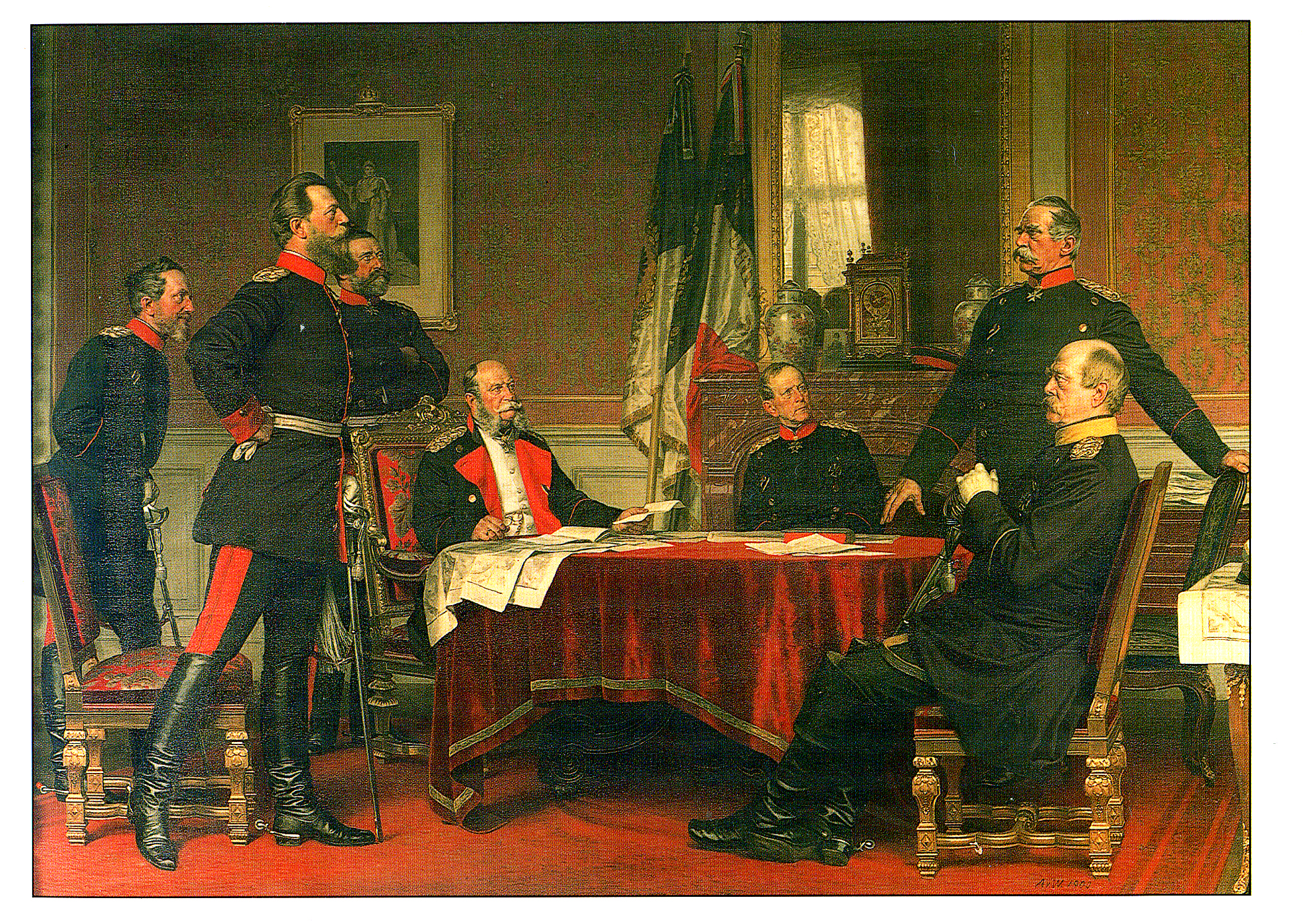
Duits hoofdkwartier in Versailles, 1900

Anton Alexander von Werner (Frankfurt (Oder), 9 mei 1843 - Berlijn, 4 januari 1915) was een Duits schilder in het koninkrijk Pruisen.

## Leven en werk
Von Werner werd geboren in Frankfurt in de provincie Brandenburg. Hij begon te schilderen in 1857 als student en studeerde vervolgens schilderen aan de Kunstacademie te Berlijn. Hij ging verder met zijn studies in Karlsruhe, waar hij studeerde onder Johann Wilhelm Schirmer, Ludwig Des Coudres en Adolf Schroedter. Na door de expositie van zijn eerste werken een beurs te hebben gewonnen om te reizen, bezocht hij Parijs in 1867 en daarna Italië, waar hij enige tijd verbleef. Bij zijn terugkeer ontving hij verschillende opdrachten van de staat.
Bij het uitbreken van de Frans-Duitse Oorlog in 1870 was Werner staflid van de staf van het Derde Legerkorps en verbleef hij in Frankrijk tot het einde van de campagne in 1871. In dat jaar trouwde hij Malwine Schroedter, de dochter van kunstschilder Adolf Schroedter. In 1873 werd hij professor van de Berlijnse Kunstacademie. Zijn carrière bereikte haar hoogtepunt in 1875, toen von Werner directeur werd van de Königliche Hochschule der bildenden Künste in Berlijn. Na 1888, verblijvend aan het hof van Willem II, gaf Werner de keizer schilderles. In 1909 volgde hij Hugo von Tschudi op als directeur van de Nationalgalerie in Berlijn. Hij stierf in Berlijn in 1915 en werd opgebaard in de Alten Zwölf-Apostel-Kirchhof in Berlijn-Schöneberg. Hij was Tweede Klasse of Grootofficier in de Orde van de Rode Adelaar.
Onder Werners belangrijkste werken bevinden zich De Capitulatie van Sedan, Proclamatie van het Duitse Rijk te Versailles, Moltke voor Parijs, Moltke in Versailles, De Ontmoeting van Bismarck en Napoleon III, Christus en het Geld van de Hulde, Willem I bezoekt de tombes, Het Congres van Berlijn, en enkele decoratieve stukken in mozaïek voor de Berlijnse Overwinningskolom. Anton von Werners werk is vooral belangrijk vanwege de historische waarde van zijn weergave van de gebeurtenissen in de Frans-Duitse Oorlog.
Von Werner was een goede vriend van de Noorse schilder Hans Fredrik Gude die hij ontmoette in Karlsruhe en met wie hij later zou werken aan de Berlijnse Academie.

## Andere werken
- 1864 Kinderkopf im Profil (Kinderhoofd in profiel)
- 1867 Kauernder Jüngling (Kruipende jongen)
- 1872 Allegorie auf die Entstehung der deutschen Einheit (een studie voor het mozaïek aan de Siegessäule in Berlijn)
- 1873 Husar und älterer Offizier (Huzaar en een Oudere Officier)
- 1885 Die Proklamation des Deutschen Kaiserreiches (De Proclamatie van het Duitse Rijk)
- 1883 Sedan Panorama
- 1886 "Kaiserin Gigi" (Keizerin Gigi)

Anton von Werner droeg de Ie Klasse van de Orde van de Rode Adelaar. Hij droeg ook de Orde Pour le Mérite für Wissenschaften und Künste.

## Afbeeldingen

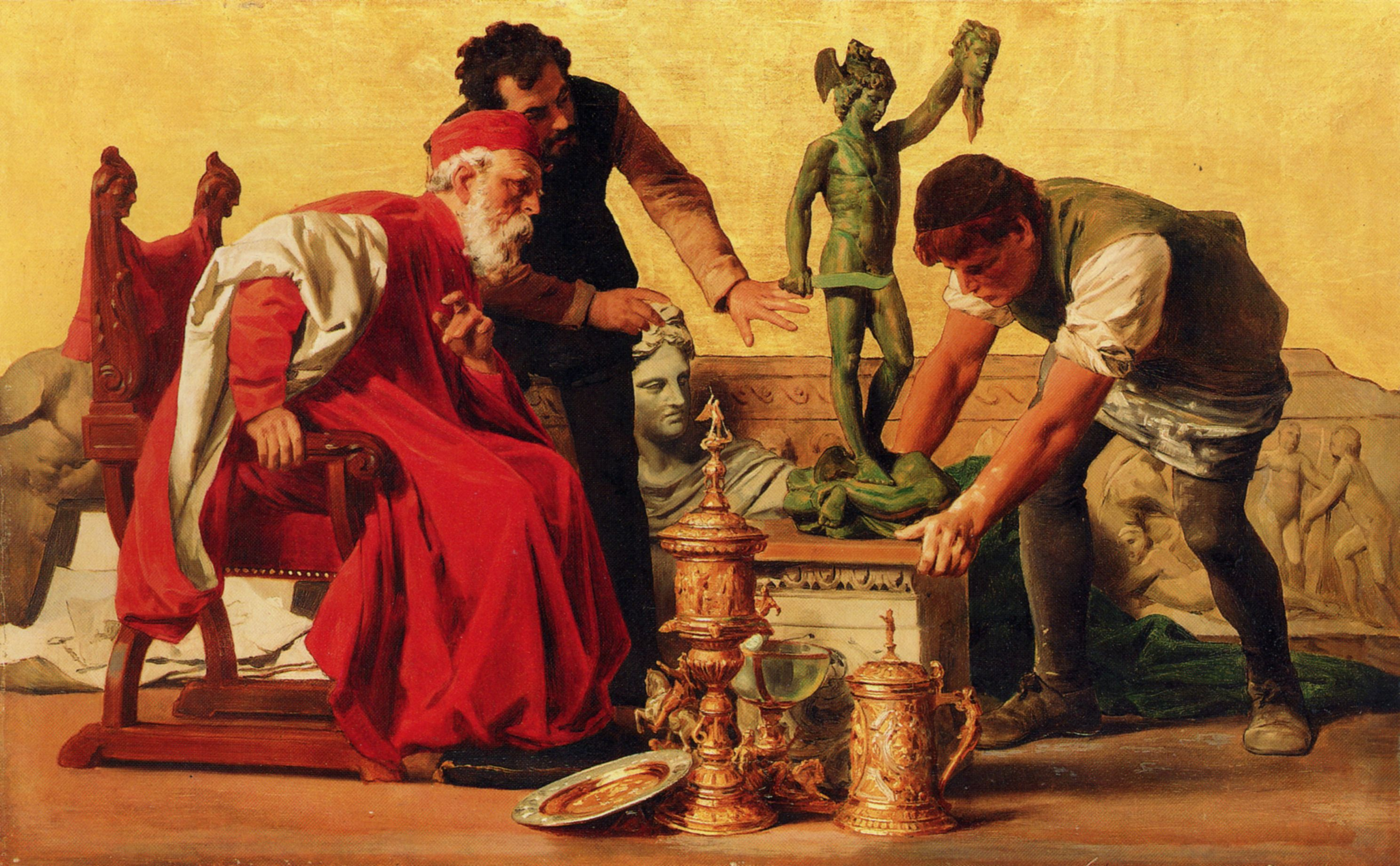
Ontwerp voor Ars, 1872, onderdeel van mozaiekfries in Palais Pringsheim te Berlijn
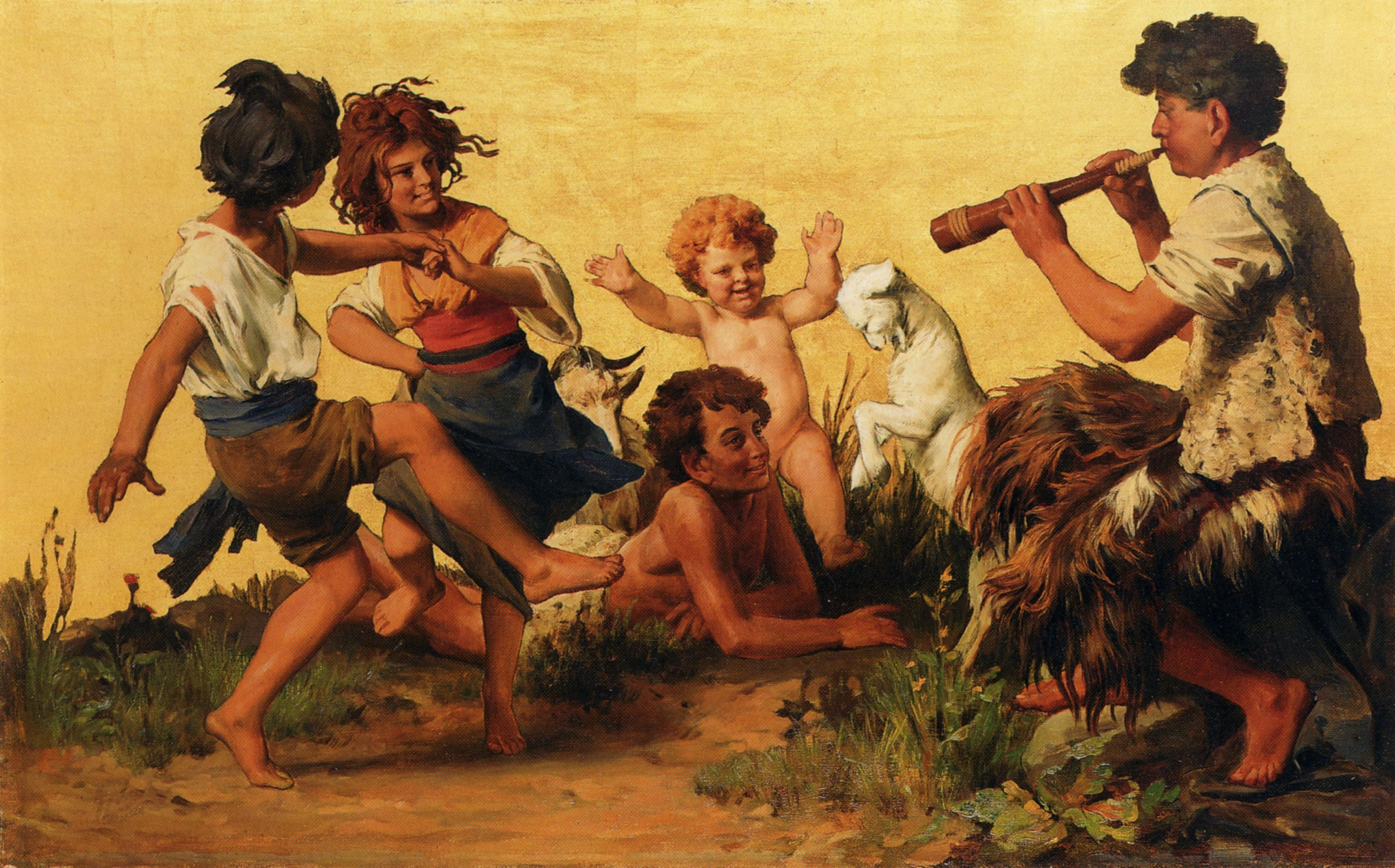
Ontwerp voor Juventus, 1872, onderdeel van mozaiekfries in Palais Pringsheim te Berlijn

- Bibsys: 90311354
- Bibliothèque nationale de France: cb12064253s (data)
- Catàleg d'autoritats de noms i títols de Catalunya: 981058522010906706
- Gemeinsame Normdatei: 118932756
- International Standard Name Identifier: 0000 0000 6675 1668
- Library of Congress Control Number: n85044454
- Nationale Bibliotheek van Letland: 000217415
- Nationale Bibliotheek van Tsjechië: mzk2003202436
- Nationale Bibliotheek van Israël: 987007271909005171
- Nationale Bibliotheek van Polen: a0000003123705
- Nederlandse Thesaurus van Auteursnamen: 070737274
- Réseau des bibliothèques de Suisse occidentale: 02-A003968457
- RKD-Nederlands Instituut voor Kunstgeschiedenis: 83691
- LIBRIS: 252606
- SNAC: w60310sj
- Système universitaire de documentation: 028903218
- Union List of Artist Names: 500010971
- Virtual International Authority File: 13106560
- WorldCat: E39PBJpYBKpkbTYdPGxdJH8Bfq